# Galeazzo von Mörl
 (mars 2012).
Si vous disposez d'ouvrages ou d'articles de référence ou si vous connaissez des sites web de qualité traitant du thème abordé ici, merci de compléter l'article en donnant les références utiles à sa vérifiabilité et en les liant à la section « Notes et références ».
Galeazzo von Mörl (né en 1922 à Innsbruck en Autriche et mort le 23 décembre 2011 à Monaco) est un peintre italien contemporain.

## Biographie
Issu d'une vieille famille du XIe siècle de la région Trentino-Alto Adige en Italie, Galeazzo von Mörl a vécu de nombreuses années en Italie (Burano, Venise, Rome, Gênes, Livourne, Positano, Milan, Côme, Portofino) puis en Principauté de Monaco.
Autodidacte, Galeazzo von Mörl n'a pas le parcours typique de l'artiste !
Après avoir fait des études d’ingénieur naval, il devient officier de la Marine Militaire italienne. Après la Seconde Guerre mondiale, il se met à travailler dans les textiles comme styliste créateur de dessins imprimés pour la Haute couture française et italienne. Parallèlement à son métier dans les textiles, il commence en autodidacte dans les années 1960 à faire de la peinture en utilisant toutes les techniques. Dès 1975, il est étroitement lié à la vie artistique monégasque. Depuis 1980, il se consacre exclusivement au perfectionnement de son art.
Selon sa philosophie, les règnes minéral, végétal, animal et humain ainsi que l’esprit divin sont étroitement liés et en continuelle métamorphose pour finalement atteindre la beauté. « Galeazzo von Mörl s’efforce d’exprimer sa recherche intérieure et son œuvre devrait en être un témoignage honnête ».
Dans un reportage télévision réalisé par Pierre Remy (pmavision) lors d'une exposition à Monaco, l'artiste raconte sa carrière devant ses œuvres.

## Genres
Portrait, peinture animalière, nu, nature morte, trompe-l'œil, peinture mythologique, religieuse, art fantastique, symbolisme, surréalisme, paysage et marine.

## Techniques
Huile, gouache, tempera, aquarelle, acrylique, crayon, sanguine, fusain, pierre noire, mine de plomb, encre de Chine, eau-forte, xylographie, lithographie.